# David Harding

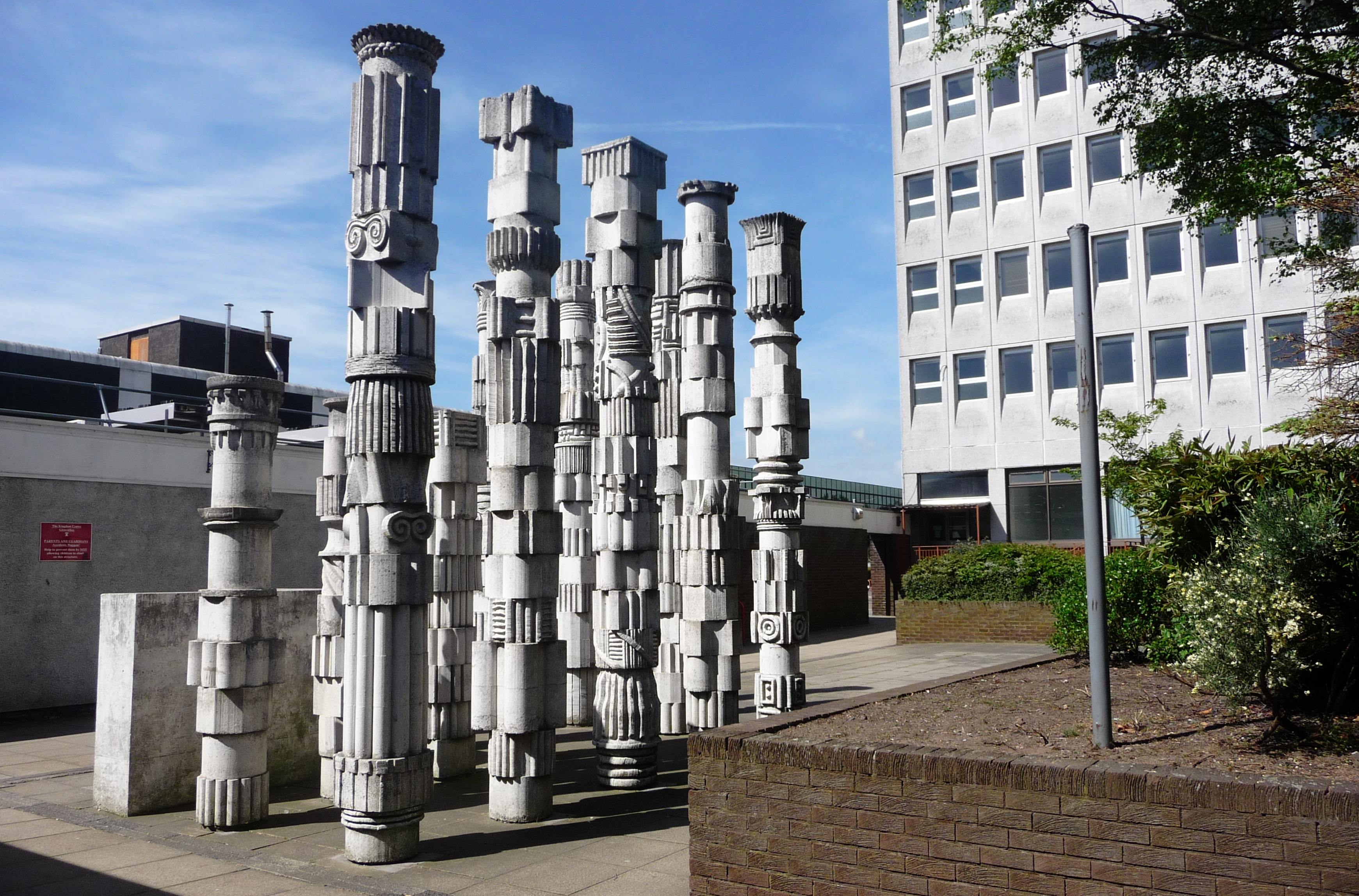
The Heritage von David Harding

David Harding (* 1937 in Leith, Edinburgh) ist ein schottischer Installations- und Videokünstler.

## Leben und Werk
David Harding studierte von 1955 bis 1959 am Edinburgh College of Art. Nachdem er ein Jahr lang das Moray House College of Education besucht hatte, lehrte er an verschiedenen Institutionen in Schottland und zwischen 1963 und 1967 an einem College in Lafia, Nigeria, welches Lehrer ausbildet. Harding ist verheiratet und hat fünf Kinder. Er war bis zum Ruhestand Professor für Environmental Art an der Glasgow School of Art.

„Hardings Blick auf die Kunst und die Art, wie sie zu lehren sei, war durch sein Engagement für soziale Gerechtigkeit und seine Verbindungen zur Artist Placement Group geprägt, die 1966 von Barbara Steveni gemeinsam mit John Latham gegründet wurde. Das Mantra der Gruppe – „The context is half the work“ (Der Kontext ist die halbe Arbeit) – sollte später zum Auftrag für die Studierenden des Environmental Art Programme werden.“

In den Jahren 2008 und 2009 reisten Harding und Ross Birrell nach Kuba und Miami, um anlässlich des 50. Jahrestags der Kubanischen Revolution das Projekt Guantanamera zu entwickeln. Dieses aus drei Teilen bestehende Projekt – eine Filminstallation, eine Tonaufnahme sowie zwei 45-minütige Filme – beschäftigt sich mit dem gleichnamigen kubanischen Song, der 1963 durch Pete Seeger bekannt wurde.